# 진실의 검
진실의 검(영어: The Sword of Truth)은 테리 굿카인드의 장편 판타지 소설이다. 총 12권으로 되어있다. 2008년 TV 시리즈화되어 《레전드 오브 시커》라는 이름으로 방영되었다.

## 시리즈
1. Wizard's Frist Rule (마법사의 첫 번째 규칙, 1994)
2. Stone of Tears (눈물의 돌, 1996)
3. Blood of the Fold (피의 서약, 1997)
4. Temple of the Winds (바람의 신전, 1998)
5. Soul of the Fire (화염의 영혼, 1999)
6. Faith of the Fallen (무너진 믿음, 2000)
7. The Pillars of Creation (창조의 기둥, 2001)
8. Naked Empire (헐벗은 제국, 2003)
9. Chainfire (이어지는 불길, 2005)
10. Phantom (유령, 2005)
11. Confessor (참회자, 2007)